# Синдром сна
Синдром Сна је медицинска болест која, према изгледу има утицај само код људи, присиљавајући их да непрекидно спавају данима или чак недељама. Ова болест је пријављена само у удаљеном селу Калачи у Казахстану. Синдром је први пут пријављен у марту 2013. године и до сада однео 152 жртава. Болест, вероватно, није заразна. Болест је нестала на неко време, али се поново појавила средином 2015. године. Болест утиче на све старосне групе.

## Симптоми
Остали симптоми болести, осим прекомерног спавања, су повраћање, халуцинације, мучнина и дезоријентација. Жртве ове болести често осећају халуцинације као да се "пуж креће по њиховом лицу". У саопштењу, професор Гео-екологије и гео-хемије, са Томск политехнички универзитет Леонид Рихванов, каже да радон гас из рудника може бити узрок симптома.
Оболели заспи током дневних активности и стално је поспан. Један од доктора је рекао: "Пробудите их, они могу да разговарају са вама, да вам одговарају на питања, али чим престанете да говорите и питате шта их мучи, они само желе да спавају, спавају, спавају"..

## Узрок
У извештају, који су дали казахстански званичници, о овој болести пише да је угљен-моноксид, заједно са другим угљоводоницима, као резултат поплава око напуштеног совјетског уранијум рудника, у близини, изазива Синдром Сна, ширећи се кроз ваздух села. Међутим, то не објашњава све симптоме.